# Altendorf (Schwytz)
Pour les articles homonymes, voir Altendorf.
Altendorf est une commune suisse du canton de Schwytz, située dans le district de March.

## Géographie

Vue aérienne (1953)

Selon l'Office fédéral de la statistique, Altendorf mesure 20,4 km2. 

## Démographie
Selon l'Office fédéral de la statistique, Altendorf compte 7 215 habitants fin 2022. Sa densité de population atteint 354 hab./km2.
Le graphique suivant résume l'évolution de la population d'Altendorf entre 1850 et 2008 :

## Monuments et curiosités
Au centre du village se trouve un ensemble de bâtiments constitués par l'église paroissiale Saint-Michel datant du XVe s., l'ossuaire Sainte-Anne et la cure.
Sur une hauteur dominant la localité, la chapelle Saint-Jean consacrée en 1476 se tient sur l'emplacement de la résidence des comtes de Rapperswil détruite en 1350. La construction du clocher date de 1483, l'étage des cloches et le toit en bâtière de 1891.